# ستيفن باترسون (سياسي)
ستيفن باترسون (بالإنجليزية: Stephen Patterson)‏ هو مهندس برمجيات ولاعب كرة قدم أسترالية وشخصية أعمال وسياسي أسترالي، ولد في 4 يناير 1971. حزبياً، نشط في حزب أستراليا الليبرالي (فرع جنوب أستراليا) ‏. في 2018 South Australian state election ‏، انتخب عضو مجلس النواب جنوب أستراليا من الجمعية عن دائرة Electoral district of Morphett ‏ وقد انضم خلال فترته النيابية ‏ (17 مارس 2018 – ) للكتلة البرلمانية حزب أستراليا الليبرالي (فرع جنوب أستراليا) ‏.

## روابط خارجية
- ستيفن باترسون على موقع AustralianFootball.com (الإنجليزية)
- ستيفن باترسون على موقع AFLtables.com (الإنجليزية)